# 용오로
용오로(Yongo-ro)는 인천광역시 미추홀구 용현동에 있는 인천광역시도로, 총 연장은 1.258 km이다. 도로의 이름이 유래된 것은 용현5동의 경계가 시작되는 도로이며, 인천대로 옆에 병주하는 도로이다.

## 역사
- 도로명 고지 이전 : 부길안길로 명명
- 2009년 9월 17일 : 도로명으로 용오로를 고시

## 주요 경유지
- 미추홀구
  - 용현5동

## 접촉하는 도로
- 아암대로 (국도 제77호선, 국가지원지방도 제84호선, 국가지원지방도 제98호선)
- 낙섬서로
- 낙섬중로
- 낙섬동로
- 용정공원로
- 독배로
- 용마루로
- 인하로 (직결)
- 접근 불가 도로 : 인천대로 (인천광역시도 제65호선)

## 주요 건물 및 시설
- 용오파출소 (용오로 24/용현동 623-10)
- 리치빌 (용오로 26/용현동 623-11)
- 대승주택 (용오로 28/용현동 623-12)
- 행운빌리지 (용오로 32-1/용현동 623-9)
- 골든빌 (용오로 34/용현동 623-127)
- 에이스빌 (용오로 36/용현동 623-128)
- 경수텔 (용오로 38/용현동 623-129)
- 리치빌 (용오로 48/용현동 577-86)
- 용현아파트 (용오로 54/용현동 577-82)
- 그린고물상 (용오로 58/용현동 618-19)
- 말씀교회 (용오로 60/용현동 618-18)
- 동아아파트 (용오로 82/용현동 610-113)
- 동아드림빌 (용오로 86/용현동 610-273)